# Бакулин, Владимир Николаевич
Влади́мир Никола́евич Баку́лин (3 сентября 1939, Ключи — 7 декабря 2012, Алма-Ата) — советский борец классического стиля, серебряный призёр олимпийских игр, чемпион мира, чемпион Европы, неоднократный призёр чемпионатов СССР. Победитель 8 международных турниров, в том числе 2-кратный победитель турнира по борьбе имени Ивана Поддубного. Заслуженный мастер спорта СССР (1968).

## Биография
Родился в 1939 году на Камчатке в семье партийных работников. В 1958 году приехал в Алма-Ату для поступления на заочное отделение в железнодорожный институт, стал рабочим управления железной дороги Казахской ССР и начал заниматься борьбой у тренера Псарёва В. А. Прежде Владимир Бакулин никаким видом спорта спортом никогда не занимался. Через год оставил и работу, и занятия и вернулся домой на Камчатку. Ещё через год вернулся в Казахстан и продолжил занятия борьбой.
В 1961 году стал чемпионом Казахстана, однако на чемпионате СССР 1964 года занял лишь 12 место.. Но в 1965 году смог на чемпионате СССР завоевать второе место и попал в состав сборной СССР. В 1966 году становится чемпионом Европы, в 1967 — чемпионом мира.
Был включён в олимпийскую команду. На Летних Олимпийских играх 1968 года в Мехико боролся в весовой категории до 52 килограммов (наилегчайший вес). Победитель определялся по минимальному количеству штрафных баллов: за чистую победу (туше) штрафные баллы не начислялись, за победу по решению судей начислялся 1 штрафной балл; за чистое поражение начислялись 4 штрафных балла, за поражение по очкам начислялись 3 штрафных балла, за ничью 2 штрафных балла. Спортсмен, получивший до финальных схваток 6 штрафных баллов, выбывал из турнира. Когда оставалось три или меньше борцов, они разыгрывали между собой медали.
В схватках:
- в первом круге выиграл решением судей у Ричарда Тамблэ (США) и получил 1 штрафной балл;
- во втором круге не участвовал;
- в третьем круге выиграл ввиду дисквалификации противника Ахмеда Чахрура (Сирия);
- в четвёртом круге выиграл решением судей Метина Чикваза (Турция) и получил 1 штрафной балл.
- в пятом круге проиграл решением судей Петару Кирову (Болгария), будущему олимпийскому чемпиону и получил 3 штрафных балла;
- в шестом круге выиграл по решению судей у Имре Алкера (Венгрия) и завоевал серебряную медаль[7]/

Окончил Казахский политехнический институт им. В. И. Ленина (1966), инженер-строитель и Казахский государственный университет им. С. М. Кирова (1974), журналист. Лейтенант в отставке.
В 1970 году оставил спортивную карьеру. С 1970 года был тренером по борьбе спортивного общества «Локомотив». С 1979 года стал заведующий отделом кафедры физкультуры Алма-Атинского архитектурно-строительного института. С 1986 года работал охранником редакции газеты «Караван». В 1988 году ушёл на пенсию.
Автор сборника стихов (2008).
Был женат, имел 3-x дочерей: Наталья (1977), Екатерина (1986) и Ульяна (1999).